# CM Crucero del Norte
CM Crucero del Norte is een Argentijnse voetbalclub uit Posadas, Misiones. De club is opgericht in 1989. De grote rivaal van Crucero del Norte is Guarani Antonio Franco, de andere club uit de stad Posadas.